# Piratería en el Caribe

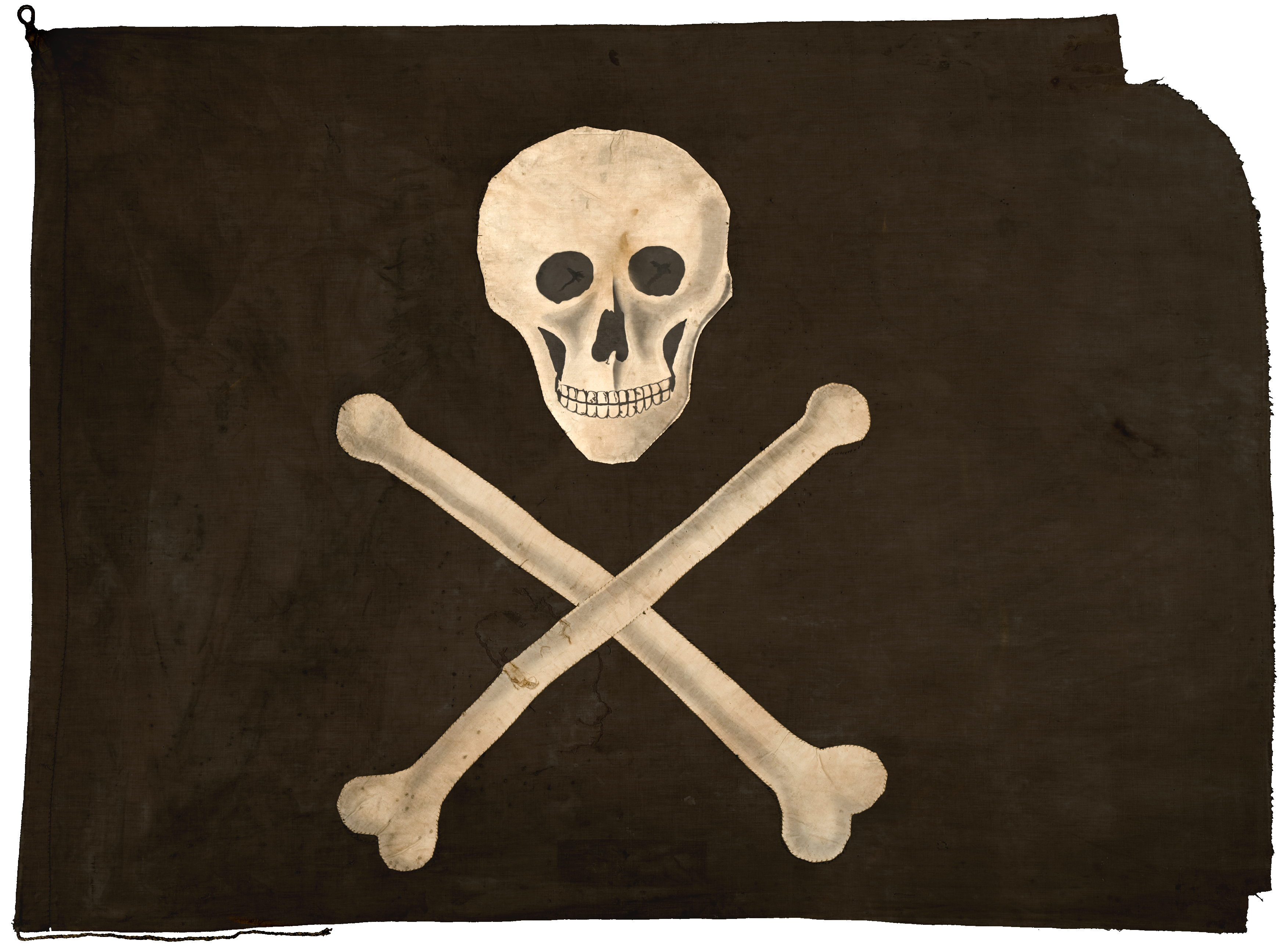
Bandera pirata del siglo (museo Marítimo de Åland)

La piratería en el Caribe fue la práctica de la piratería en el mar Caribe, el golfo de México y la costa atlántica de la península de Florida en los siglos xvi al XVIII.  
El periodo de auge fue de 1640 a 1680. Los principales objetivos fueron la devastación y saqueo de poblaciones costeras y el asedio al comercio marítimo del Imperio Español Hispanoamericano, como continuación de las guerras libradas en Europa. Durante el siglo XVII, a medida que las potencias europeas establecieron colonias en la zona, cesó su tolerancia y respaldo a la piratería, cuyos máximos exponentes llegaron a contar con flotas con decenas de barcos para los ataques más ambiciosos. Estos convivían con bandas menores dedicadas al pillaje indiscriminado y contrabando de personas (esclavitud) y cosas. Considerados como héroes en sus países de origen y como criminales por sus víctimas, primero españolas e hispanoamericanas, y después inglesas, francesas y neerlandesas, actualmente los lugares relacionados con los piratas son recursos turísticos. 
Las bases de la piratería caribeña se encontraban, principalmente, en las colonias inglesas de Port Royal (actual Jamaica) y Nasáu (islas Bahamas), y en la colonia francesa isla de la Tortuga (actual Haití).
Sus elementos característicos fueron fijados en el libro de aventuras La isla del Tesoro (1883). Además, el pirata del Caribe es un personaje de la cultura popular que ha dado lugar a piratas de ficción como el capitán Garfio (1904) o el capitán Jack Sparrow (2003).

## Historia

### SigloXVI: intentos de desgate al Imperio Español, Francis Drake y John Hawkins y bucaneros franceses

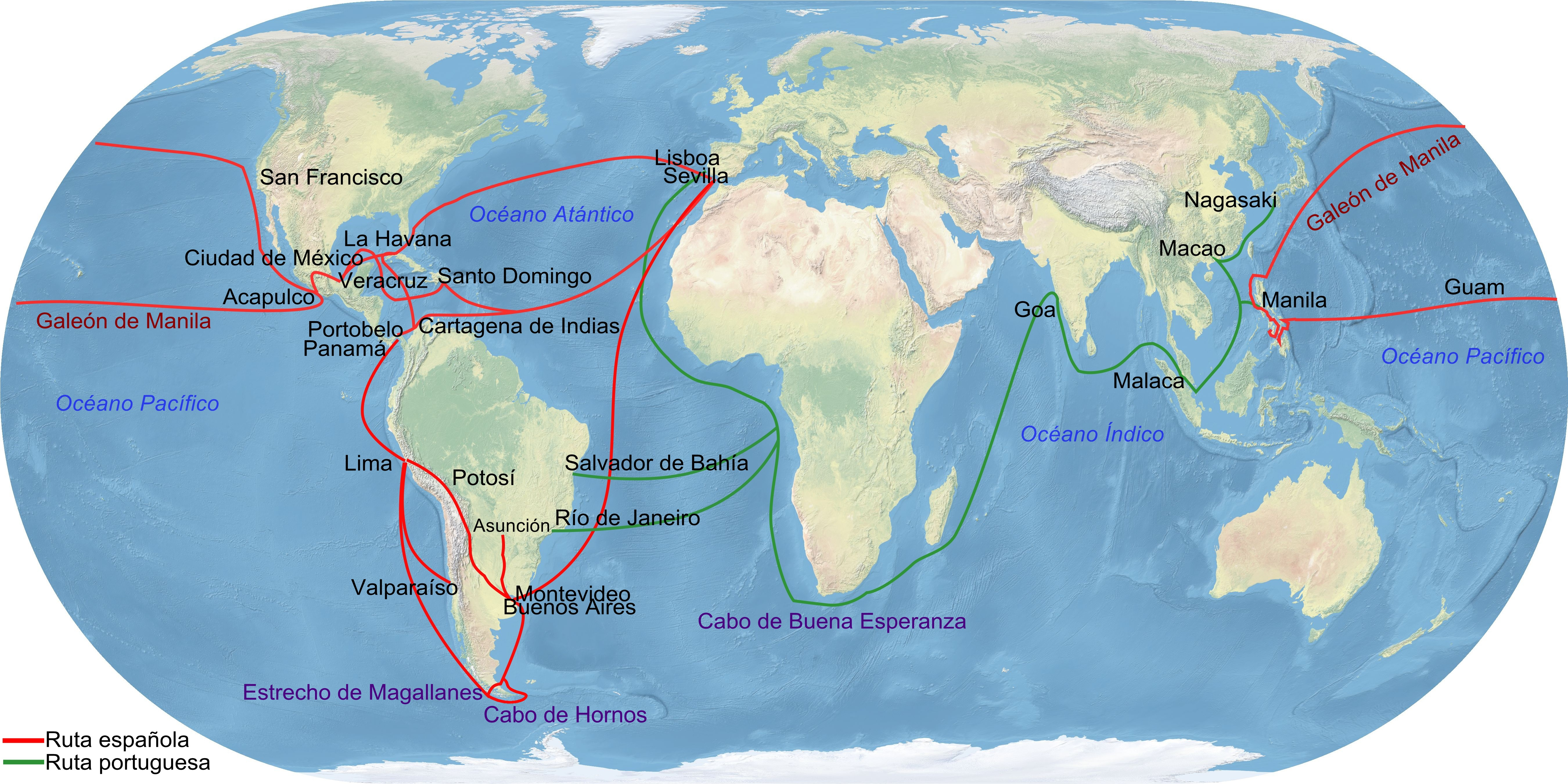
Principales ruta comerciales del Imperio Español. Se pueden observar los ejes Veracruz-La Habana, Portobelo-Cartagena de Indias, Cartagena de Indias-La Habana, así como las rutas La Habana-Sevilla hacia el este y el oeste.

A principios del siglo XVI las naciones europeas se rebelaron contra el monopolio hispano luso sobre América, el Nuevo Mundo, establecido en el Tratado de Tordesillas (1494). Esto resultó en sucesivos intentos de colonización por parte de Francia, Países Bajos e Inglaterra. Además de establecerse en zonas fuera de la influencia hispano-lusa, realizaron intentos por la fuerza para anexionase territorios bajo soberanía de España y Portugal, especialmente en el mar Caribe español, que estos países denominaban Indias Occidentales. 

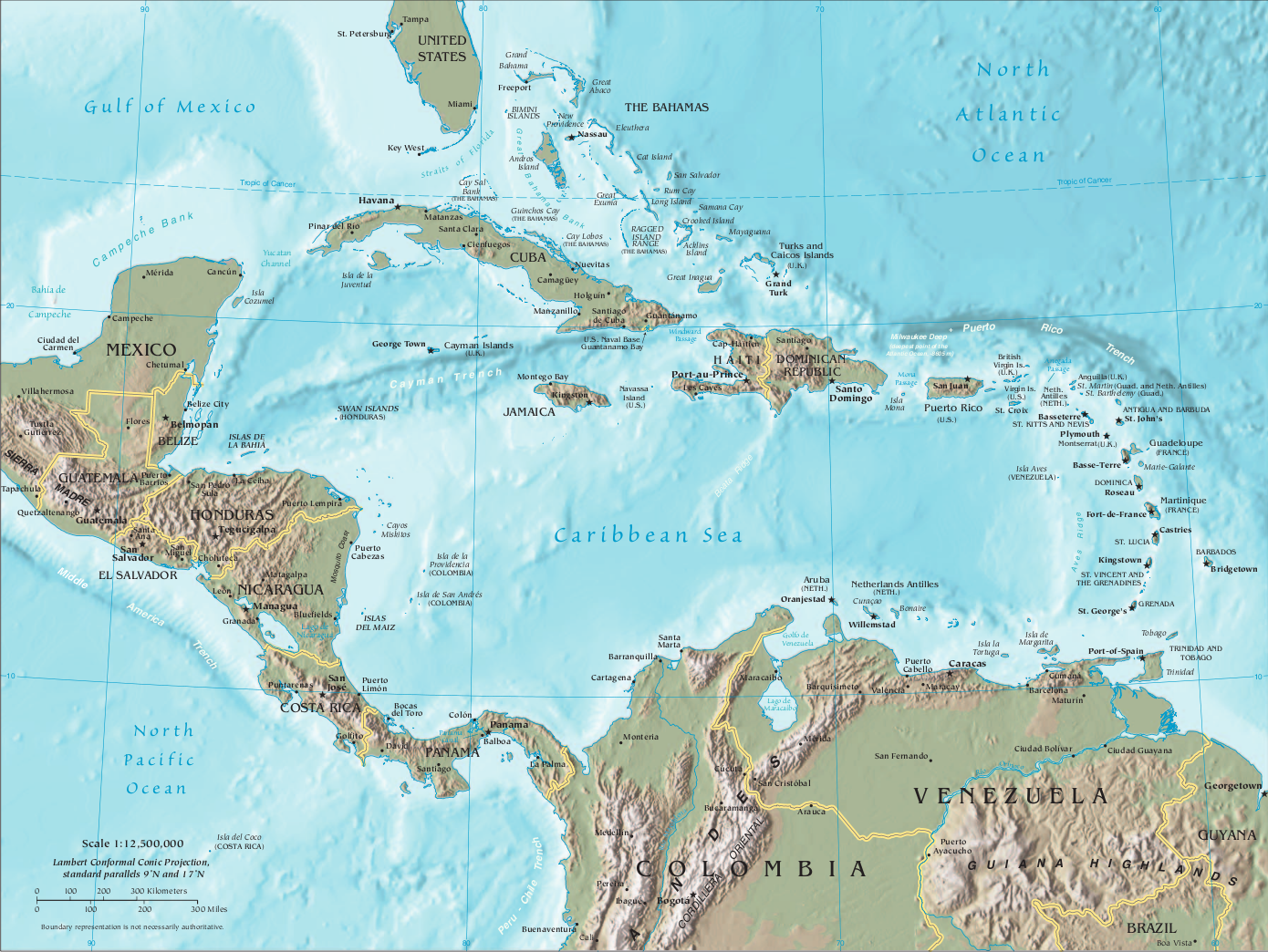
Mapa de América Central, Caribe, golfo de México y península de Florida

La colosal logística marítima para el comercio en Hispanoamérica y los trayectos transatlánticos a España se organizó a partir de 1522 mediante la Flota de Indias o del Tesoro, un convoy militar de la Armada que escoltaba a las naves comerciales hacia y desde España. Los puertos monopolísticos eran Cartagena de Indias en el reino de Tierra Firme (actual Colombia) y Veracruz en el virreinato de Nueva España (actual México). Tanto el viaje a América desde España como el tornaviaje, el regreso al puerto de Sevilla en España, realizaba una escala en La Habana en la Capitanía General de Cuba (actual Cuba), punto de encuentro de las rutas de Veracruz y Cartagena de Indias. Además de estos puertos monopolísticos, también existían en el Caribe los puertos de Portobelo, Chagres, Santiago, Maracaibo, San Francisco de Campeche y Santo Domingo.
El ataque a los territorios de soberanía española y el comercio en Hispanoamérica se produjo desde varios frentes. Sumados a los corsarios con patente de corso, las compañías privilegiadas y las propias armadas de Francia, Inglaterra y Países Bajos, los piratas desarrollaron sus actividades violentas con mayor o menor grado de profesionalización, independencia o éxito.

En 1530 bucaneros franceses se establecieron en el oeste de isla de La Española, dando origen a la colonia francesa de Saint Domingue. Aunque su actividad inicial fue la caza, ahumado y comercio de productos ahumados, a principios del siglo XVII se organizaron para el comercio de productos de contrabando. 

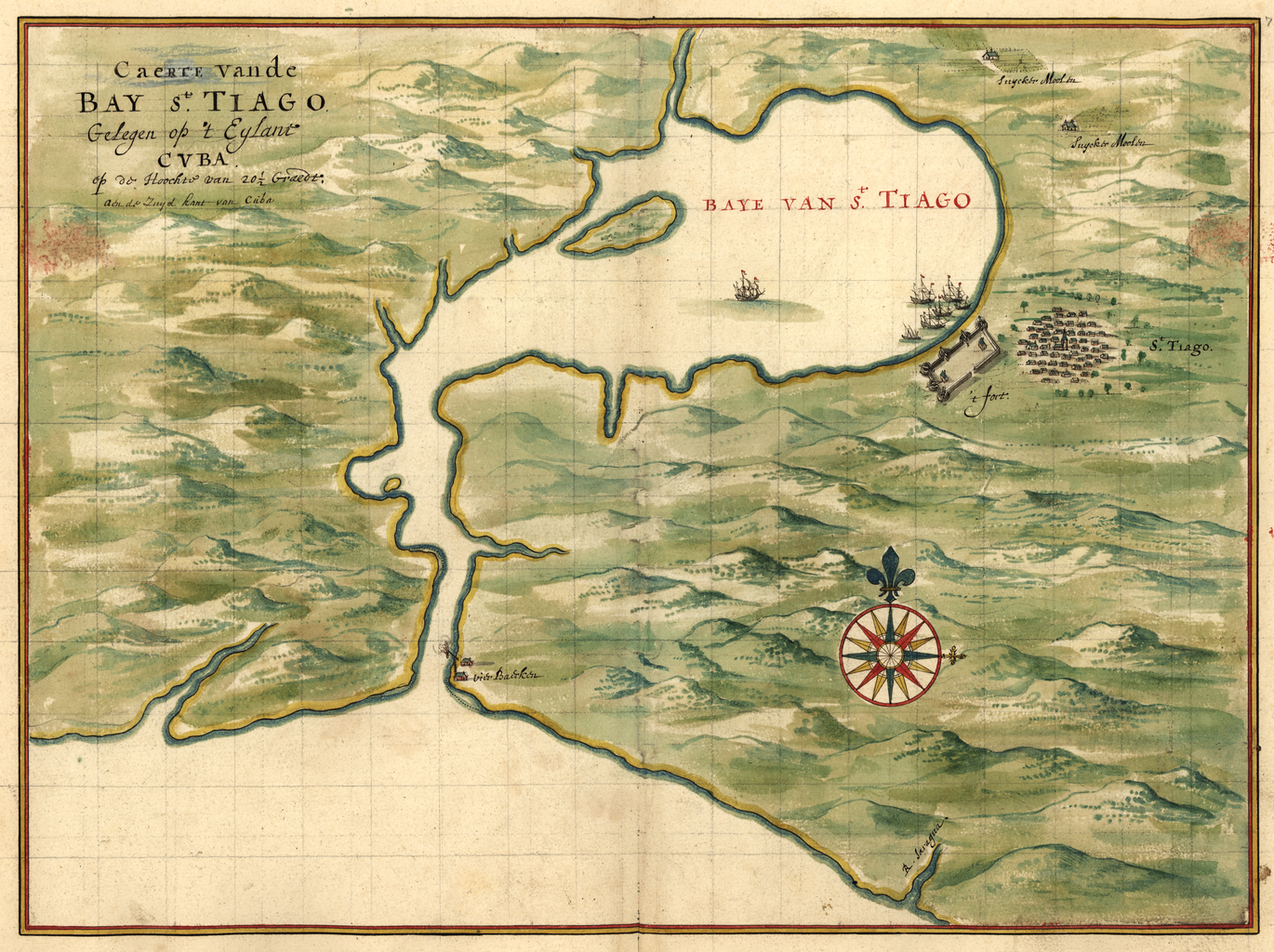
Mapa de Santiago de Cuba en la Capitanía General de Cuba (actual Cuba), saqueada en 1554 por François Le Clerc (apodado Pata de palo).
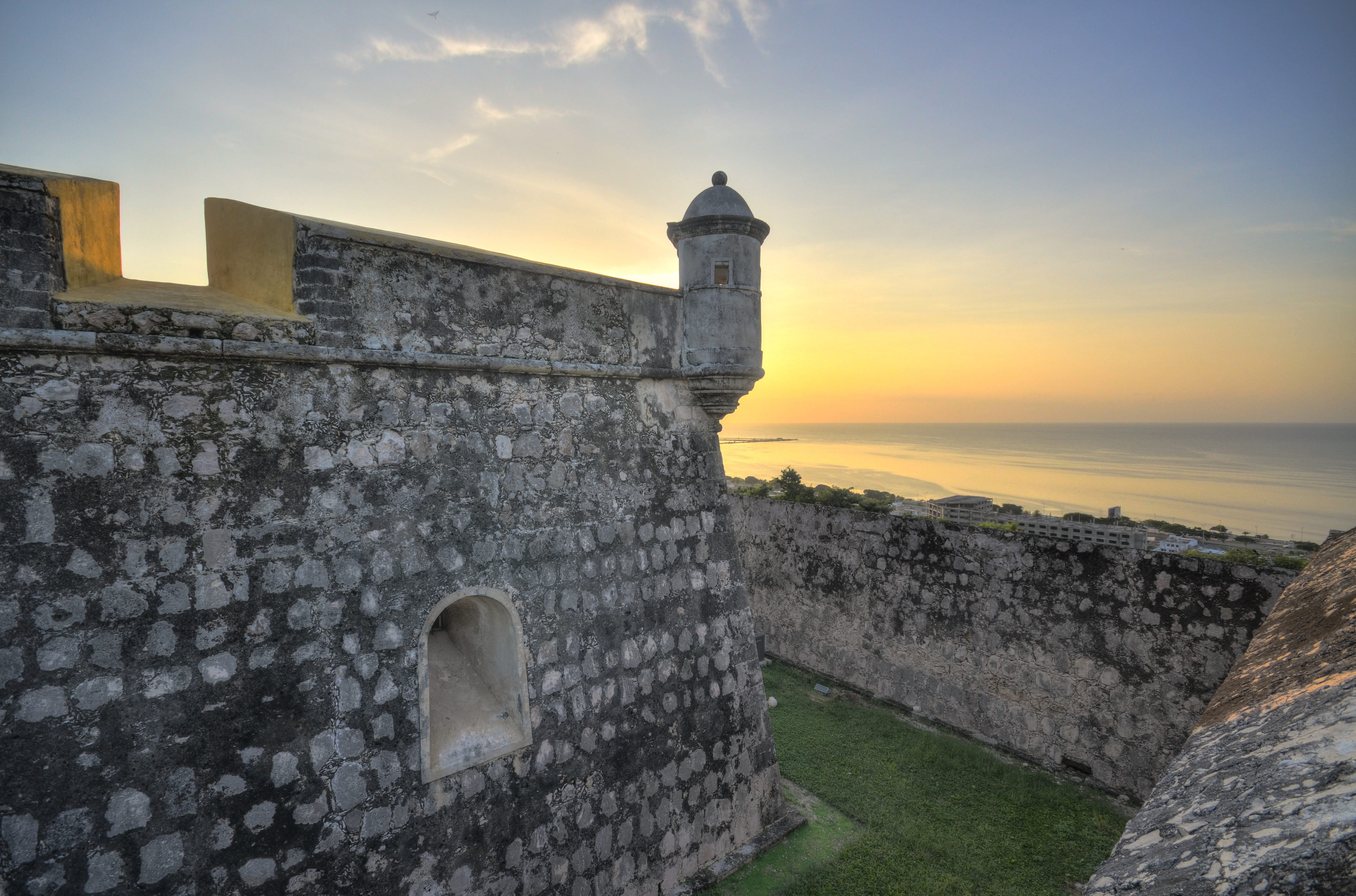
Museo de Barcos y Armas Fuerte de San José el Alto, en San Francisco de Campeche (México)
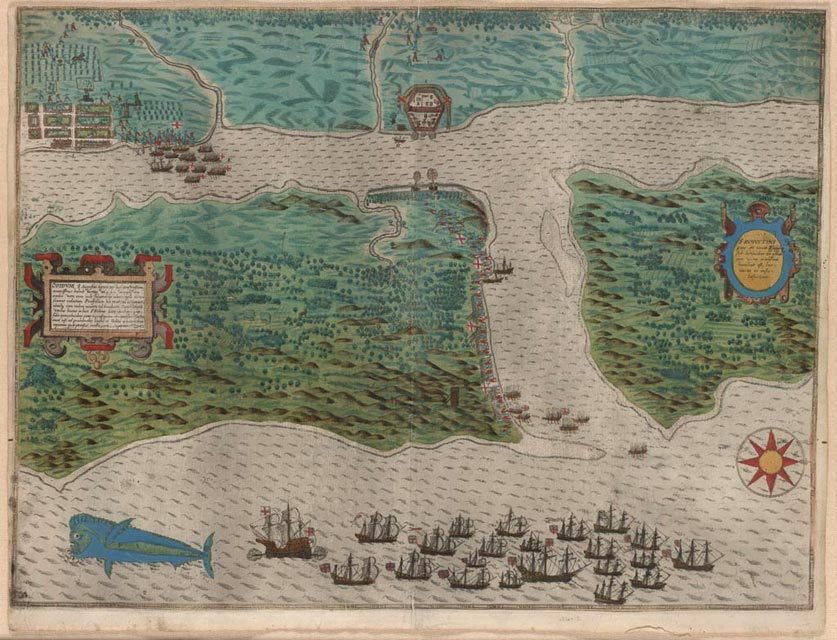
Sitio de San Agustín en la Florida Española (actual Florida, EE.UU.) por Francis Drake (1586)
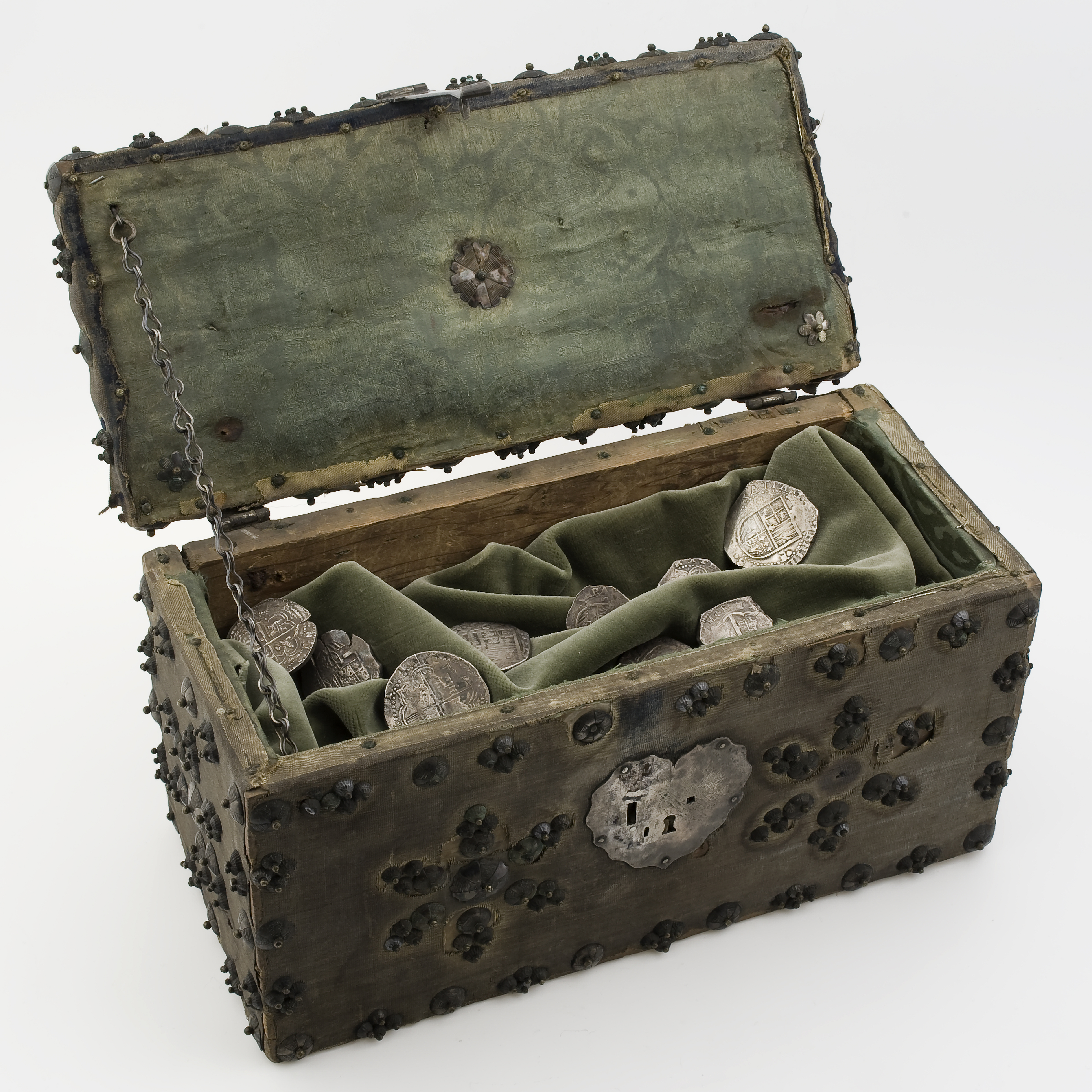
Botín del asalto a la Flota de Indias de Piet Hein frente a bahía de Matanzas, Cuba (1628). Museo de Historia de Róterdam (Países Bajos)

El objetivo de los piratas más capaces era el tornaviaje de la Flota de Indias. Partiendo de La Habana la Flota navegaba entre la península de Florida y el archipiélago de las Lucayas para enfilar la ruta marcada por los vientos del oeste para regresar a las costas atlánticas de España en Europa. También era presa mayor la Flota de los Galeones que navegaba desde Cartagena de Indias a La Habana a través del canal de Yucatán (entre México y Cuba).
En 1568 daba comienzo la guerra de los Ochenta Años entre España y Francia, Países Bajos e Inglaterra, con repercusión y campañas militares en América sobre todo en el siglo XVII. Desde finales del siglo XVI hasta los años sesenta, el aumento del movimiento en el mar Caribe se debió esencialmente a empresas inglesas y holandesas.
En 1598 la Paz de Vervins entre España y Francia contenía una cláusula secreta que permitió continuar la guerra marítima entre ambas naciones, pero sólo al oeste de las islas Azores, con la fatal consecuencia del inicio de la era de la piratería francesa en el mar Caribe español.

### SigloXVII: edad de oro de la piratería y prohibición en la Jamaica inglesa y Tortuga francesa
En 1609 la Tregua de los Doce Años firmada entre España y las Provincias Unidas de Países Bajos facilitaron las exploraciones y colonizaciones fueron encomendadas generalmente a empresas privilegiadas con concesiones monopolísticas para el comercio con su metrópoli como la Compañía Neerlandesa de las Indias Occidentales (1621). Además, el apoyo a la navegación e incursiones se respaldó oficialmente con obras como Mare Liberum (1609) del protestante Hugo Grocio frente al mare clausum hispano-luso.En 1650 una expedición española desalojó a los piratas ingleses establecidos en las islas de la Bahía (Honduras) y la base de Port Royal en Roatán, situado frente al  puerto Trujillo español. En la batalla de San Martín (1633), librada durante la guerra de los Treinta Años, España destruyó la base pirata neerlandesa de la isla San Martín (actuales San Martín francés y San Martín holandés). En 1670 Charles Town en isla de Nueva Providencia (actual Nasáu, Bahamas) comenzó a emplearse como base pirata para el ataque a la Flota de Indias española. En 1684 la Armada española arrasó Charles Town, que fue refundada en 1695 como Nasáu.

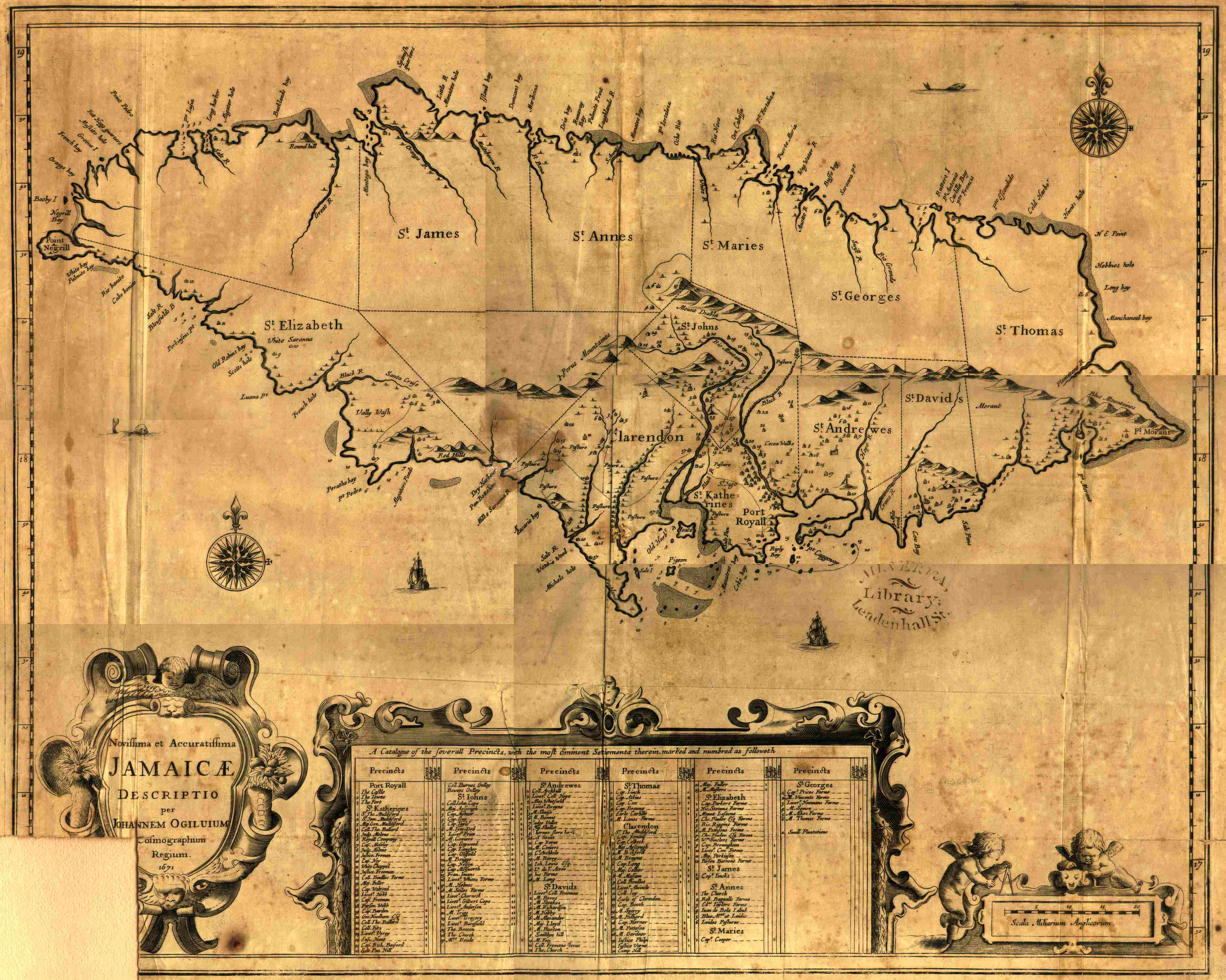
Mapa de la colonia de Jamaica (actual Jamaica) de 1671.
Bandera pirata de Bellamy y England.
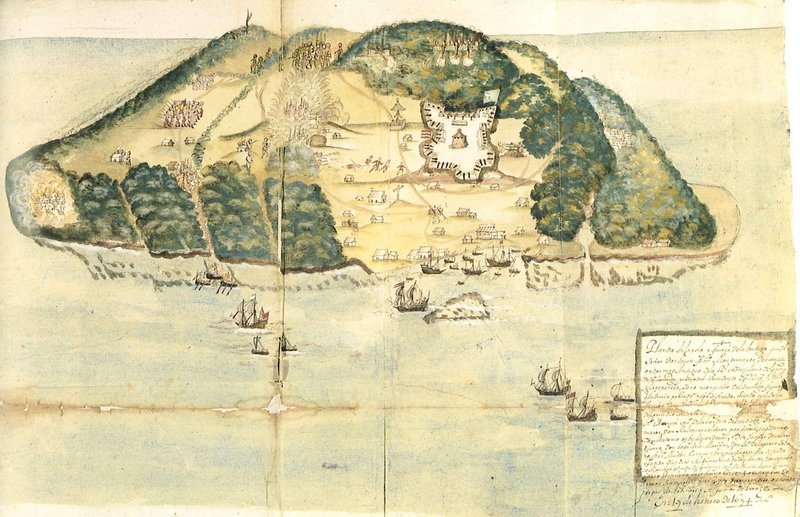
Isla Tortuga en el periodo de la Cofradía de Hermanos de la Costa (siglo XVII) el Saint Domingue francés (actual La Tortuga, Haití)
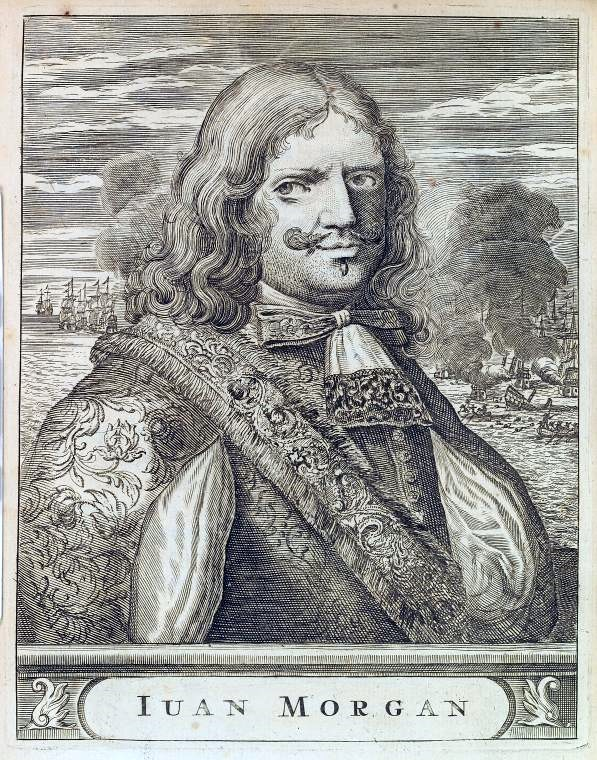
Henry Morgan en un grabado del libro de Exquemelin, Piratas de América, del siglo XVII.

En 1620 se fundó la francesa Cofradía de los Hermanos de la Costa en la isla de la Tortuga, que comprendía a bucaneros, piratas en general y baymen de La Baliza (actual Belice). En 1626 el pirata francés Pierre Belain d'Esnambuc fue el primero en apresar esclavos procedentes del comercio triangular para su venta en territorio francés, en este caso en el San Cristóbal francés. Fue expulsado de San Cristóbal en la expedición de Fadrique de Toledo de 1629. Además, D'Esnambuc ocupó Martinica en 1635 y fue reconocido con el nombramiento de Gobernador General de las Antillas Francesas. En 1640 se edificó el fuerte de la Roche en Basse Terre (Tortuga). De 1678 data la crónica Histoire d'avanturiers qui se sont signalez dans les Indes de Alexandre Olivier Exquemelin.
En cuanto a la inestabilidad bélica entre las potencias europeas, que marcaba los apoyos a la piratería en el Caribe, en 1651 las Actas de Navegación, las leyes del comercio monopolístico de Inglaterra, dieron lugar a la guerra anglo-holandesa. Además, las naciones europeas se enfrentaban sucesivamente en guerras como la guerra franco-neerlandesa, con la batalla de Tobago (1677).
A partir del segundo tercio del siglo XVII las colonias inglesas, francesas y neerlandesas comenzaron a establecerse con la base del cultivo de azúcar, pero también otros cultivos como el tabaco, con mano de obra esclava procedente del comercio triangular. Los piratas establecidos en el Caribe participaron tanto del negocio de la producción de azúcar como del comercio de esclavos desde las colonias europeas el golfo de Guinea y el resto de la costa atlántica africana.

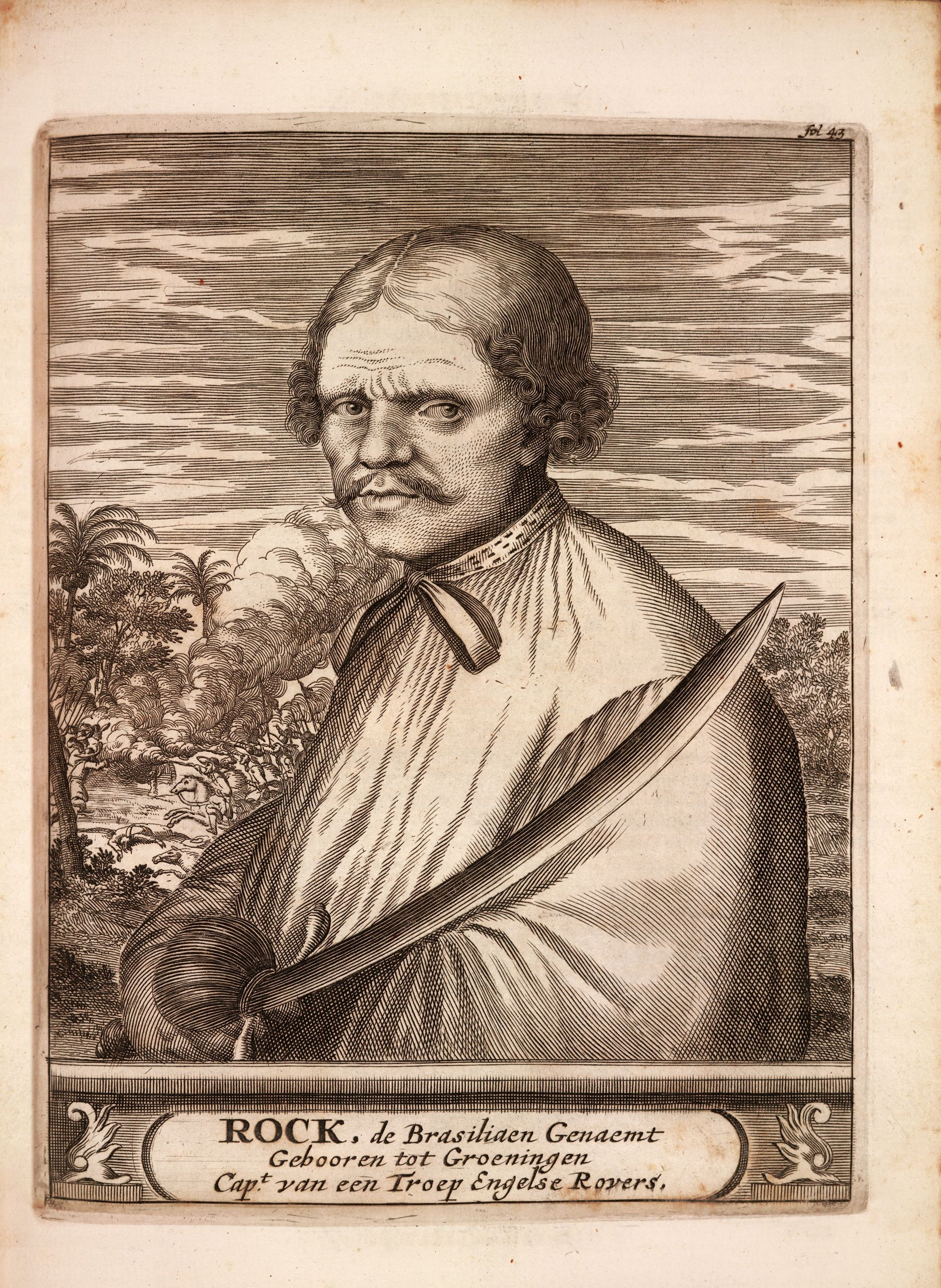
El neerlandés Roche Brasiliano operó en el siglo XVII en el Estado de Brasil (actual Brasil) y en Campeche (Capitanía General de Yucatán, actual México)
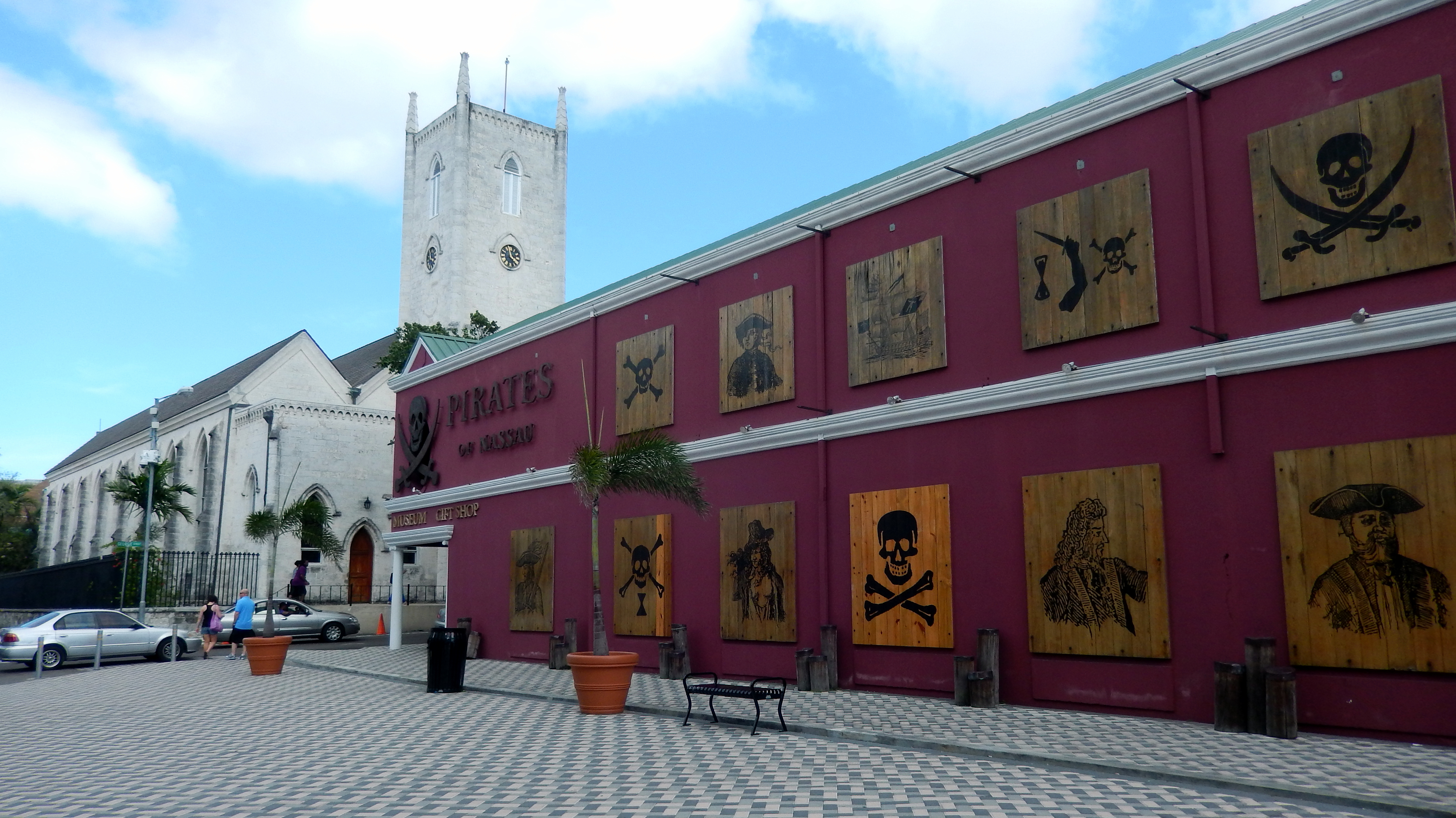
Museo de los Piratas en Nasáu, Bahamas
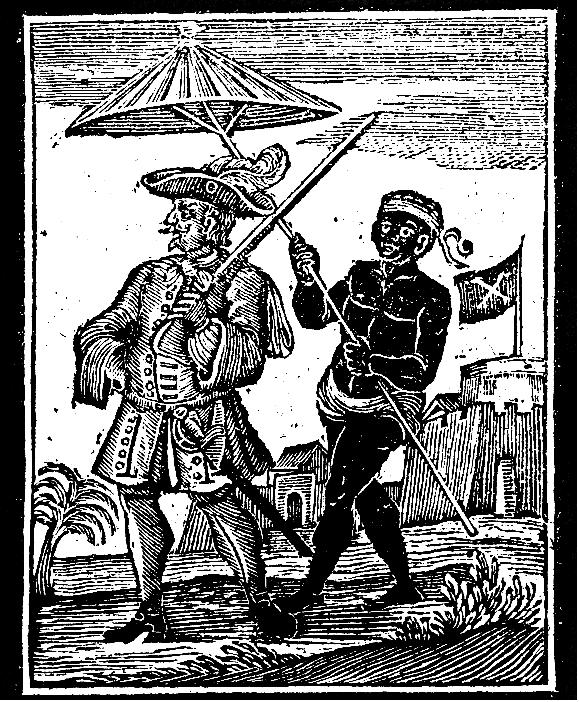
Henry Every ejerció en el comercio atlántico de esclavos
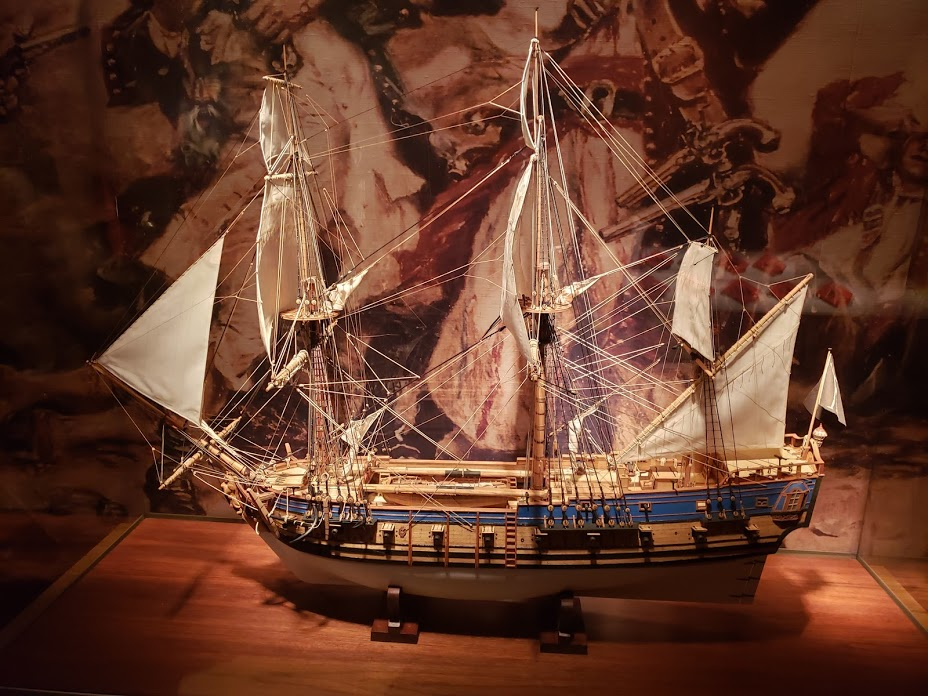
Modelo de Venganza de la Reina Ana del pirata inglés Barbanegra en el Museo Marítimo de Carolina del Norte (Beaufort, Carolina del Norte, EE.UU.)

En 1666 los franceses El Olonés y Le Basque saquearon Maracaibo (provincia de Venezuela, actual Venezuela) torturando y secuestrando a los vecinos.
A medida que se extendía el dominio de las naciones enemigas de España en el Caribe, éstas dejaron de tolerar o promover la piratería. Por el Tratado de Madrid de 1670 España reconoció las colonias americanas de Inglaterra, e Inglaterra acordó dejar de respaldar la piratería y la expedición de patentes de corso. En 1674 Carlos  II de Inglaterra concedió el perdón real a Henry Morgan, líder de los ataques a Maracaibo (Venezuela), Camagüey (Cuba), Chagres o Portobelo (Panamá). A cambio de su retiro de la piratería fue nombrado gobernador de la Jamaica inglesa. Como gobernador, puso fin a la piratería en Jamaica y se convirtió en el productor de azúcar más rico. La piratería inglesa se desplazó a los mares del Sur (costa pacífica del virreinato de Perú) pero también se cambió de bando al servicio de Francia. Además, Inglaterra favoreció la reconversión de los piratas a Baymen, dedicados a la tala irracional y codiciosa del palo de tinte primero, y de la caoba después, en La Baliza (actual Belice).
En 1677 el francés Michel de Grandmont saqueó Trujillo (provincia de Venezuela, actual Venezuela). En 1683 las fuerzas combinadas del neerlandés Lorencillo (Laurens de Graaf) y el francés Michel de Grandmont atacaron el puerto de Veracruz (Nueva España, actual México), causando daños y donde la población sufrió pillaje, secuestros y violencia. 
La Tregua de Ratisbona de 1684 supuso que Luis XIV de Francia anulara las patentes de corso ofreciendo el retiro para quien abandonara la piratería. Charles François d'Angennes, marqués de Maintenon, quien había atacado isla Margarita, Cumaná (Venezuela) y Trinidad (Trinidad y Tobago) pasó a perseguir bucaneros por orden real para finalmente convertirse en el productor de azúcar más rico de Martinica (Francia).
La piratería recibió nuevos impulsos durante la guerra de la Liga de Augsburgo (1688-1697). 

### SigloXVIII: expulsión o reconversión y prohibición en las Bahamas inglesas.
La guerra de sucesión española (1701-1714) supuso el incremento de la piratería para el desgaste de las naciones contendientes. De principios del siglo XVIII data el corso de Amaro Pargo, comerciante español quien hacía presas de navíos ingleses y neerlandeses a lo largo de la ruta de la Flota de Indias. La expansión de los dominios de los imperios ingleses, franceses y neerlandeses con sus propias colonias en América supuso la reducción de las hostilidades por medio de corsarios y piratas contra España. Además, por primera estas naciones dejaron de tolerar o promover la piratería ilegal propiamente dicha. En estos países, ahora nuevas víctimas de la piratería, se encargaron obras como Historia general de los robos y asesinatos de los más famosos piratas (1724). El final de la guerra de Sucesión Española supuso la desmovilización de marinos de la Royal Navy que emprendieron el camino de la piratería en el Caribe. Una nueva edad de oro de la piratería se extendió de 1713 a 1722 con el lucrativo objetivo de las cargas de los barcos negreros procedentes de África, ya fueran de la  Compañía Neerlandesa de las Indias Occidentales, de la Royal African Company o de comerciantes de esclavos privados. De esta época data el gobierno de Bahamas otorgado al corsario Woodes Rogers que erradicó violentamente a los piratas de Bahamas al tiempo que ofrecía el perdón Real inglés.  
La presión ejercida ahora contra la piratería supuso el desplazamiento de las organizaciones piratas hacia los objetivos de las rutas comerciales del Índico, golfo de Guinea (África occidental) y América del Norte.  

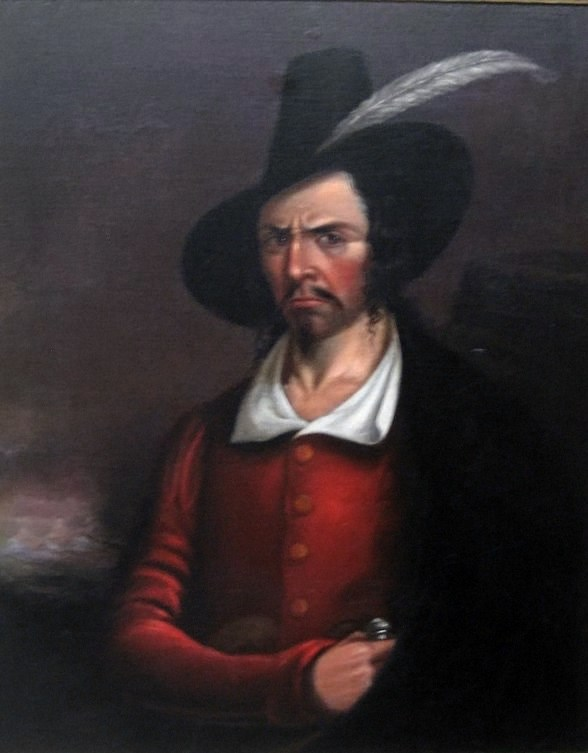
Jean Lafitte (Biblioteca Rosenberg, Galveston, Texas, EE.UU.) activo a principios del siglo XIX en el golfo de México.
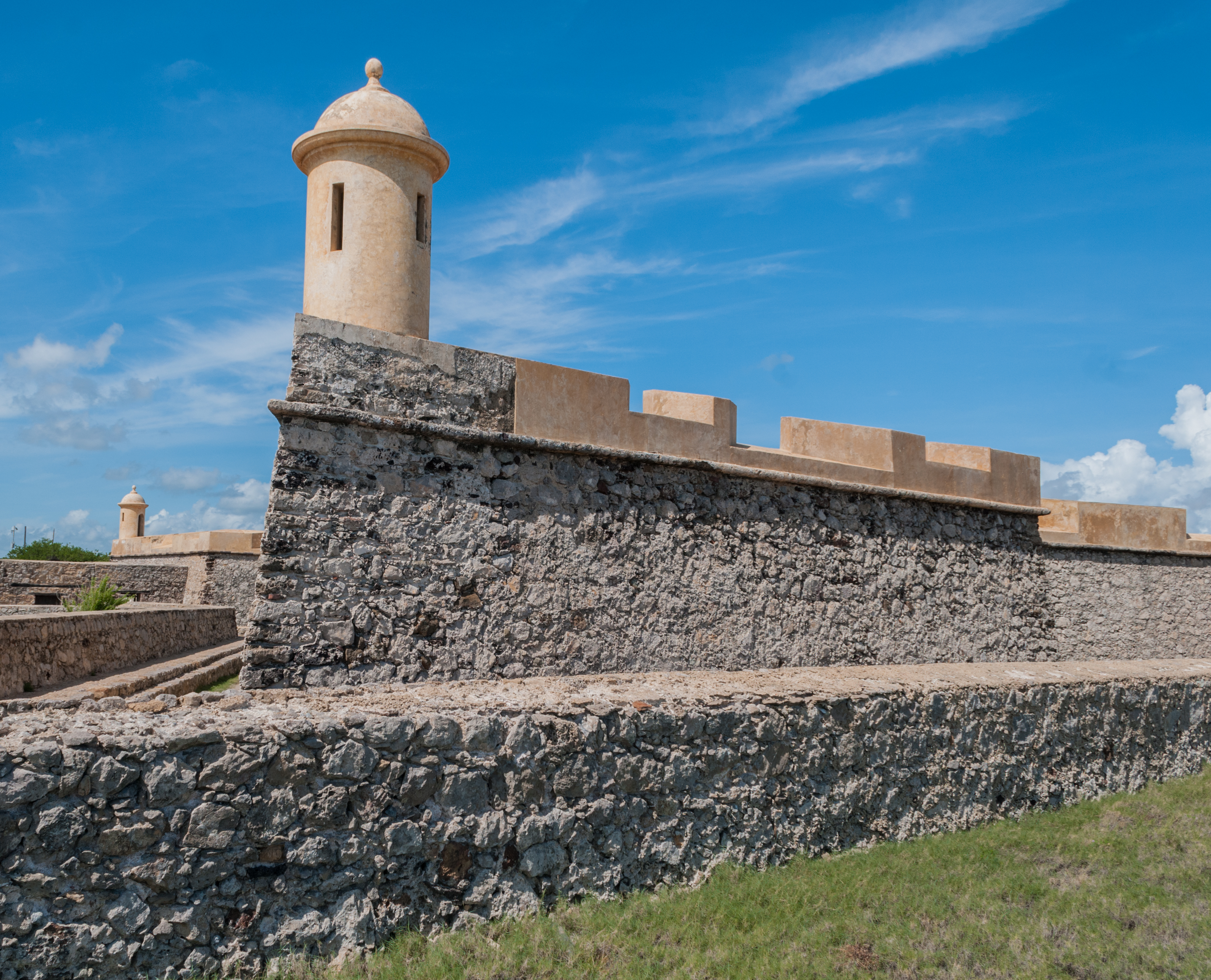
Fuerte de San Carlos de la Barra en el lago Maracaibo (Zulia, Venezuela), atacado por Michel le Basque (1666) en época de la Provincia de Venezuela.
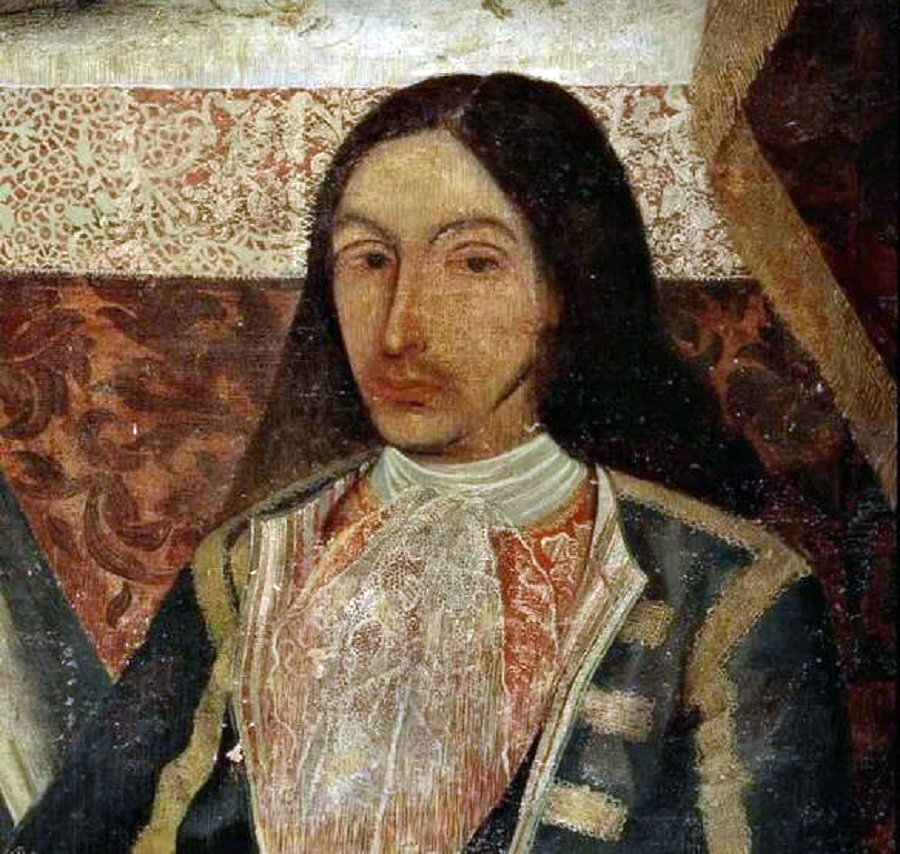
El español Amaro Pargo que fue uno de los corsarios más famosos de la Edad de oro de la piratería, actuó en el Caribe y vivió diez años en Cuba.
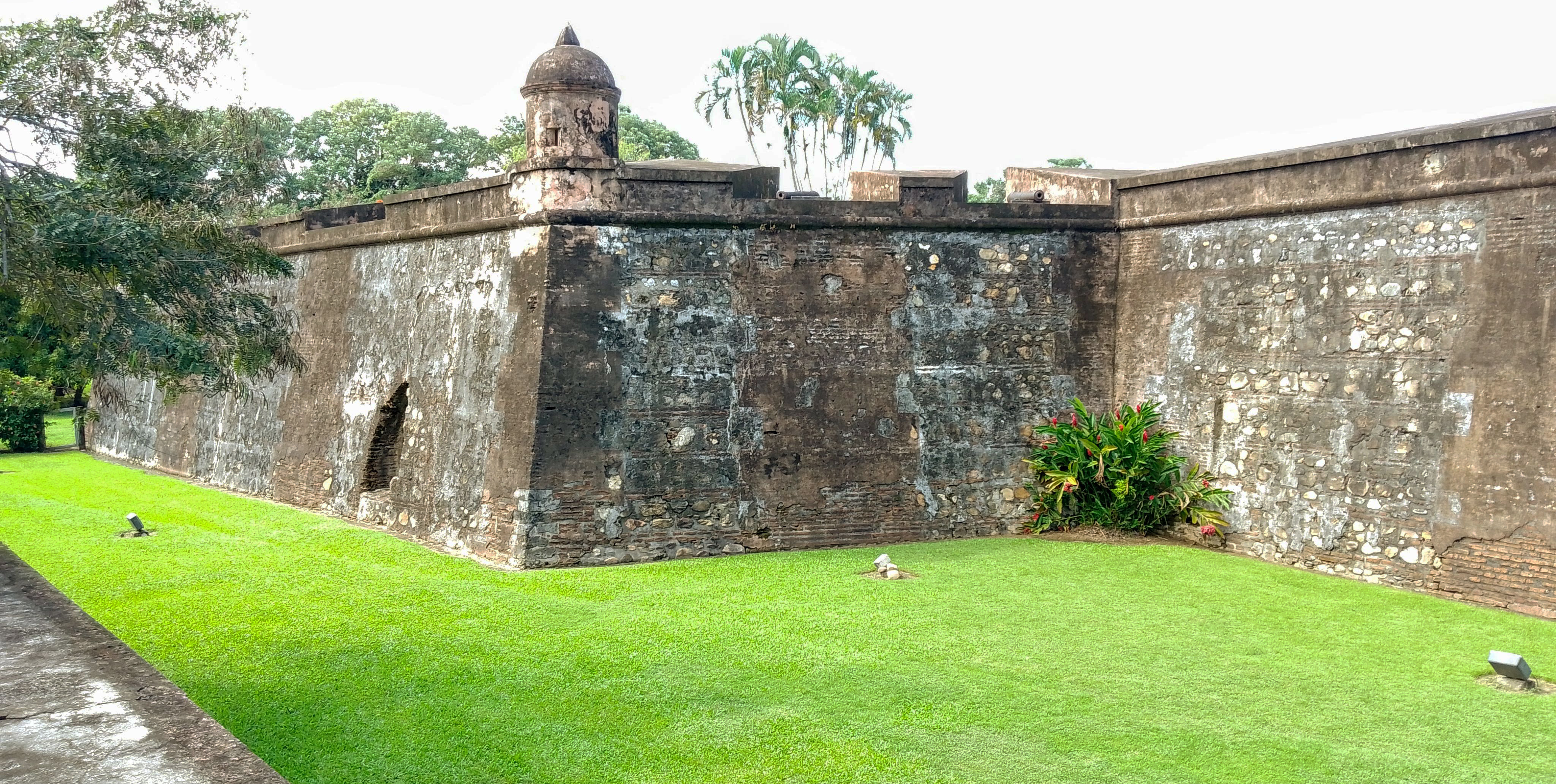
Museo de la Fortaleza de San Fernando (Omoa, Honduras)

### SigloXIX: últimos piratas contrabandistas
Ante la persecución de las potencias europeas, de EE. UU. y la independencia de las naciones americanas de Hispanoamérica, la piratería dejó de contar con los apoyos que garantizaran su seguridad y rentabilidad. Algunas de las últimas figuras de la piratería fueron los hermanos Pierre y Jean Laffite, el último bucanero, quienes establecieron una base en la bahía de Barataria (Luisiana, EE. UU.). También en el ocaso de la piratería se encontró el puertorriqueño Roberto Cofresí y Ramírez de Arellano, con base en isla Mona (Puerto Rico, EE. UU.)

## Contexto sociológico

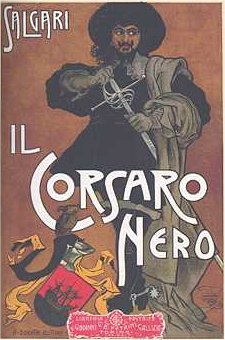
El Corsario Negro de Emilio Salgari (1898) con referencias a El Olonés.

Además de tener como objetivo de sus ataques los cargamentos de esclavos procedentes de África, entre los siglos XVII y XVIII un tercio de su tripulación la componían negro cimarrones.De esta circunstancia es ejemplo Negro César de la banda pirata del inglés Barbanegra.
Parte de la tripulación la componían marinos forzosos, capturados por la fuerza. Además del Código de conducta pirata o Charte Partie, las normas de los piratas que eran capaces de componer flotas de decenas de barcos para sus incursiones se aplicaban rigurosamente. Las penas  incluían torturas, destierro y pena de muerte. Las tripulaciones comprendían a marinos de toda condición, incluyendo a delincuentes comunes o exiliados. Las disputas por ascender eran constantes, así como los motines por el control de la banda o el barco. Para lograr mantener la cohesión de la tripulación eran claves el liderazgo y el reparto del botín. 

## Estrategia

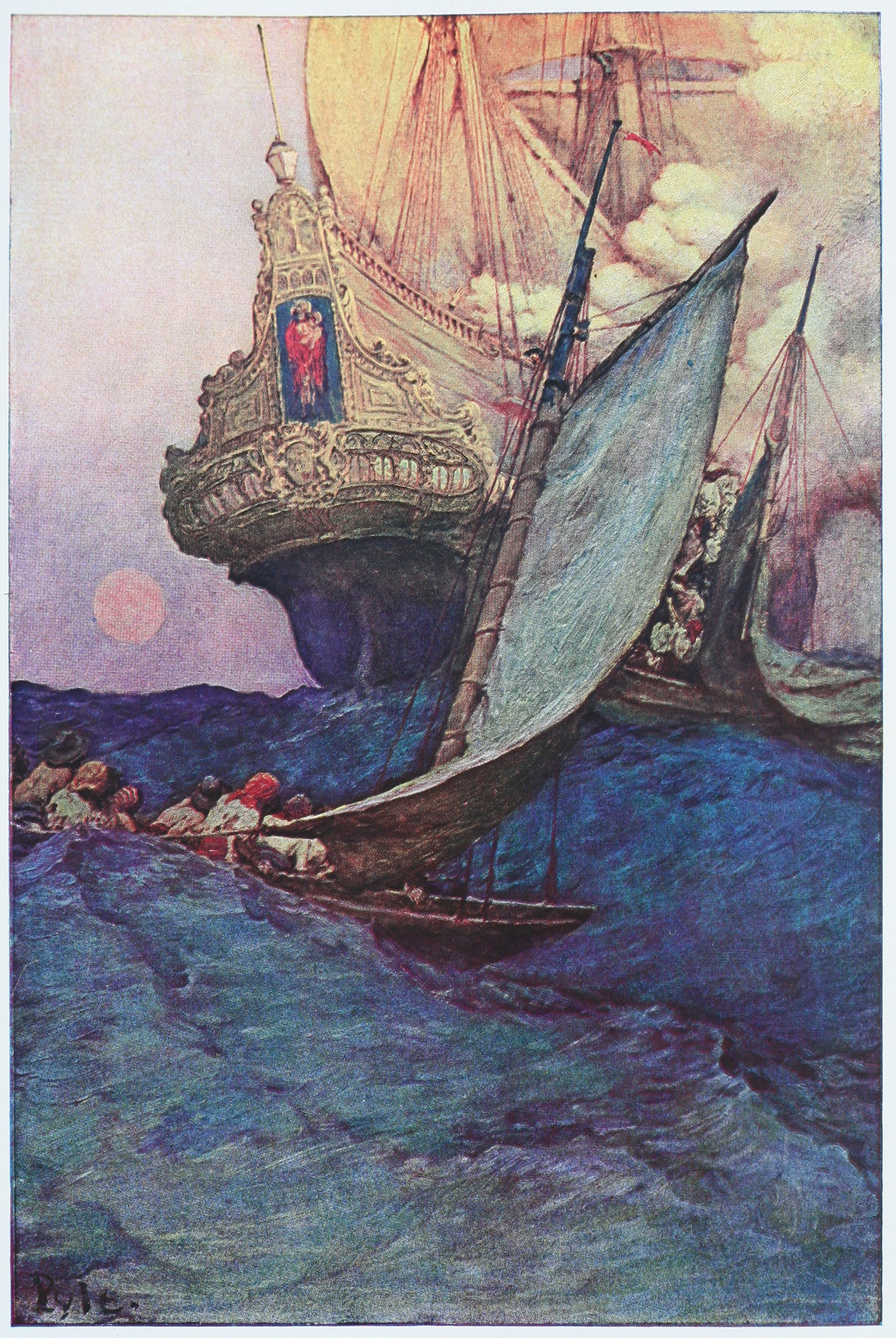
Bucaneros atacando un galeón español mucho más grande. Ilustración de Howard Pyle's Book of Pirates: Fiction, Fact & Fancy Concerning the Buccaneers & Marooners of the Spanish Main (1905)

Las flotas piratas contaban con embarcaciones pequeñas, ligeras, rápidas y maniobrables para el acecho a naves mercantes. Además, contaban con buques artillados procedentes de sus capturas o propiciados por las naciones que les respaldaban. En estas condiciones eran capaces de acometer ataques devastadores de poblaciones como el de Portobelo (1668) por Henry Morgan o Veracruz (1683) por Lorencillo.
Los abordajes en el mar variaban entre el saqueo de la carga únicamente o la presa del barco con su tripulación, a la que sometían violentamente. Una estrategia consistía en tomar la apariencia de un buque de mercaderes para aproximarse a su objetivo sin levantar sospechas e iniciar el abordaje. 

## Bucaneros, filibusteros y baymen
La influencia del inglés ha hecho confundir a piratas con bucaneros. En inglés se denomina bucaneer o freebooter a cualquier pirata del Caribe.

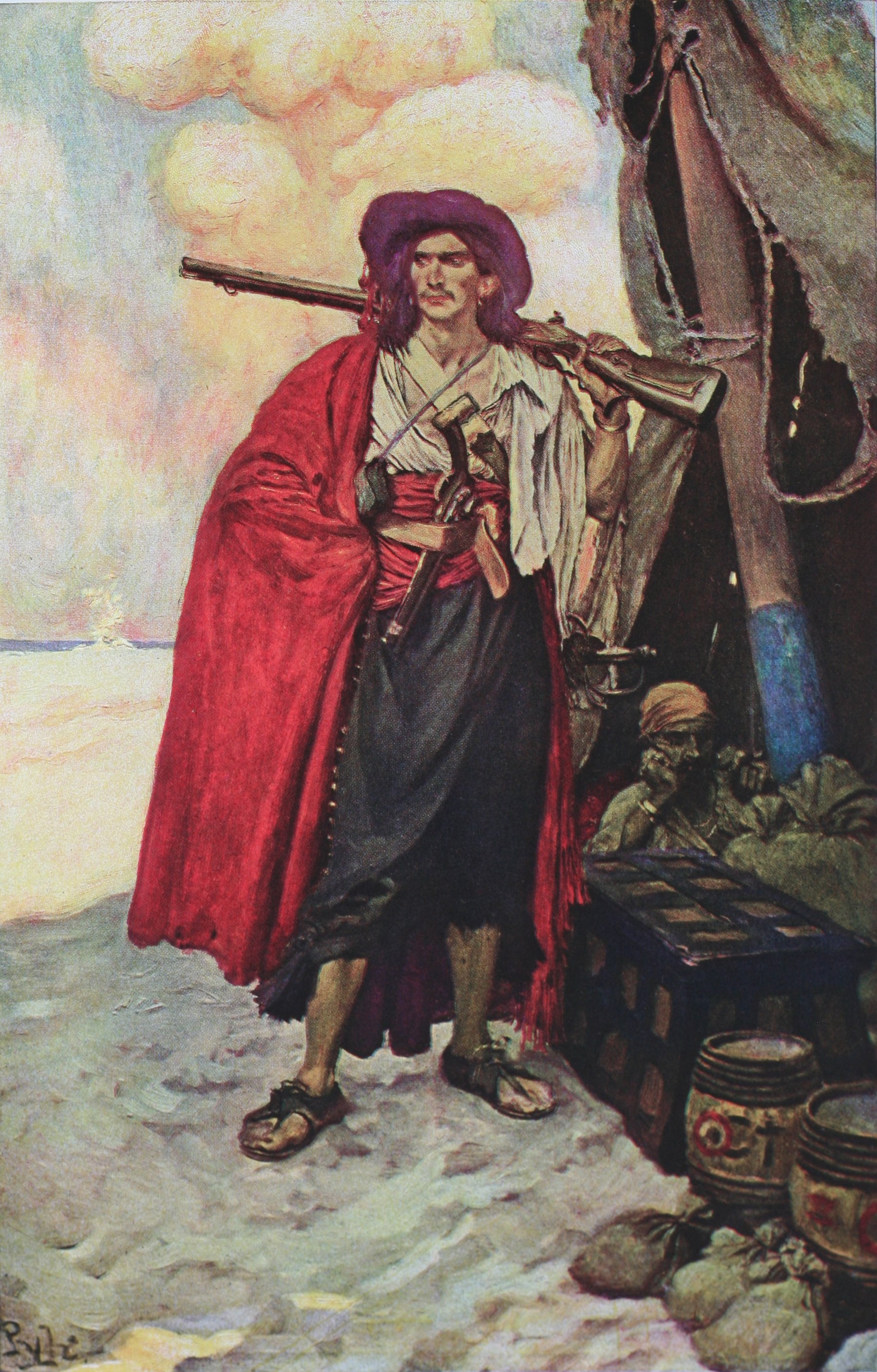
Bucanero del Caribe del Book of Pirates de ilustrado por Howard Pyle (1905)

Los primeros bucaneros fueron a menudo evadidos de las colonias. Originalmente coureurs des bois en la isla de La Española (actualmente Santo Domingo y Haití), cazaban bueyes salvajes. La carne se preparaba de forma nativa, es decir, secada y ahumada sobre una especie de parrilla de madera: la barbacoa (barbacoa en español, derivado de barbicoa en lengua indígena arawak). Esta carne conservada permitió el comercio con barcos de pasaje o en colonias aisladas. Después de ser expulsados de La Española por los españoles, los bucaneros encontraron refugio en la Isla de la Tortuga, en aquel momento posesión francesa, ubicada al noroeste de La Española, desde 1663. Operaban con el apoyo parcial de las colonias no españolas y su actividad permaneció legal o parcialmente legal hasta los años 1700. Obligados a sobrevivir con pocos recursos, eran expertos en construcción naval, navegación y caza. Se los consideraba combatientes feroces y se sabía que eran expertos en el uso de fusiles de chispa (inventados en 1615). Sin embargo, el funcionamiento de estas armas era tan incierto que su uso en combate no era muy común antes de 1670. Se dedicaban a expediciones terrestres organizadas por piratas como Henry Morgan.
Los Baymen eran cortadores de palo de tinte que se  establecieron en La Baliza (actuales Honduras y Belice), ocultándose de los españoles. Se asociaron en la denominada Hermanos de la Costa.
Filibustero es una palabra que en ocasiones aparece relacionado con la piratería del Caribe en la Edad Moderna. Sin embargo, es un término empleado para designar a los empresarios que empleaban ejércitos mercenarios para colonizar zonas o establecer gobiernos títere en América en el siglo XIX.

## Piratas en la cultura popular

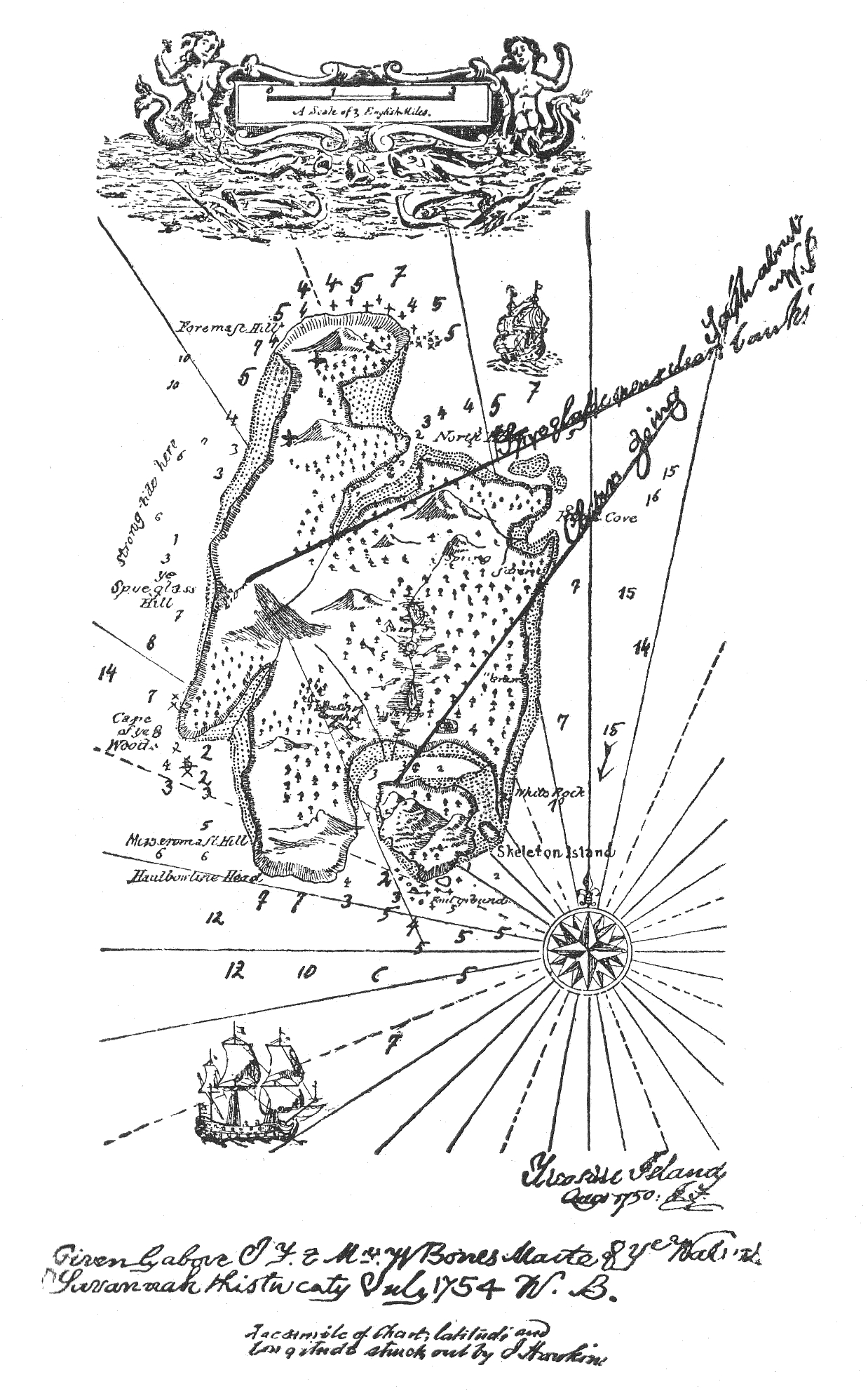
Mapa del tesoro de La isla del tesoro de Robert Louis Stevenson (1883)

Las novelas de aventuras indicadas a finales del siglo XIX establecieron los elementos arquetípicos de los piratas. Estas novelas retrataban a los piratas como la imagen de la aventura misma. Desesperados de todo tipo, aventureros sin fe o sin ley, pero que obedecían un código de honor propio. 
A continuación del respaldo de las naciones europeas a su actividad delictiva contra sus enemigos, a los piratas se les atribuían expediciones épicos y cualidades positivas como coraje o valor, minusvalorando su violencia y crueldad en los episodios de saqueo, torturas, secuestro y destrucción de las poblaciones. En este sentido se evocaban sus apodos como Brazo de Hierro, la Roca, o el Cruel.